# حقوق مالکیت فکری
حقوق مالکیت فکری با معادل انگلیسی intellectual property rights به مجموعه حقوقی اشاره دارد که به افراد و شرکت‌ها حق انحصاری برای استفاده از اختراعات، نام تجاری، طرح‌ها و ایده‌های خلاقانه‌شان را می‌دهد. این حقوق شامل حقوق مالکیت صنعتی (اختراعات، نام تجاری، طرح صنعتی) و حقوق مالکیت ادبیات (حق تکثیر، حق ترجمه، حق انتشار) می‌شود. هدف اصلی این حقوق، تشویق به خلاقیت و نوآوری و حفاظت از ایده‌ها و اختراعات است.
تاریخچه حقوق مالکیت فکری به گذشته‌ای بسیار قدیمی بازمی‌گردد، اما مفاهیم و سیستم‌های مدرن حقوق مالکیت فکری به مرور زمان تکامل یافته‌است. در اینجا به تاریخچه حقوق مالکیت فکری به صورت مختصر اشاره خواهیم کرد:
۱. ریشه‌های اولیه: نخستین نشان‌های تجاری و حقوق نسخه‌برداری به دوران باستان بازمی‌گردند؛ مثلاً در باستان مصر و بابل، نشان‌ها و علائم تجاری بر روی محصولات و ملکیت فکری دیگر به کار می‌رفت.
۲. انقلاب صنعتی: با آغاز انقلاب صنعتی در قرن ۱۸ و ۱۹، نیاز به حمایت از ابتکارات و اختراعات افراد بیشتر شد. این امر موجب ایجاد قوانین حمایت از اختراعات و اختراعات پتنت شد.
۳. کنوانسیون پاریس: در سال ۱۸۸۳ کنوانسیون پاریس برای حمایت از مالکیت صنعتی و نشان‌های تجاری تأسیس شد. این کنوانسیون اهمیت بسیاری در توسعه حقوق مالکیت فکری دارد.
۴. اتحادیه بین‌المللی حقوق مالکیت معنوی (WIPO): سازمان WIPO در سال ۱۹۶۷ تأسیس شد و نقش مهمی در توسعه و تطور حقوق مالکیت فکری ایفا کرده‌است. این سازمان توافق‌نامه‌ها و تشویق‌هایی برای حمایت از اختراعات، نشان‌های تجاری، حق نشر و سایر امور مالکیت فکری ایجاد کرده‌است.
۵. توسعه حقوق مالکیت فکری: توسعه اقتصادی و تکنولوژیک در قرن ۲۰ موجب ایجاد قوانین جدیدی در حوزه حقوق مالکیت فکری شد. این قوانین شامل حقوق تألیف و نشر، حقوق نشان‌های تجاری، حقوق اختراعات، و حقوق مالکیت معنوی دیگر شامل موسیقی، هنرها، و نرم‌افزارها می‌شوند.
۶. توافقنامه‌های جهانی: توافقنامه‌های متعددی همچون توافقنامه تریپس (حقوق مالکیت معنوی مرتبط با تجارت) و توافقنامه برن (حمایت از حقوق ادبی و هنری) توسط سازمان تجارت جهانی (WTO) تصویب شده و به توسعه حقوق مالکیت فکری به تعهدات جهانی تبدیل شده‌اند.
از آن زمان تاریخچه حقوق مالکیت فکری به‌طور پیوسته در حال توسعه و تطور بوده و در حال حاضر نقش بسیار مهمی در حفاظت از اختراعات، ایده‌ها و مالکیت معنوی افراد و شرکت‌ها در جهان ایفا می‌کند.